# Pasias marathas
Pasias marathas är en spindelart som beskrevs av Benoy Krishna Tikader 1965. Pasias marathas ingår i släktet Pasias och familjen krabbspindlar. Inga underarter finns listade i Catalogue of Life.